# Срібне (Дубенський район)
Срі́бне — село в Україні, у Крупецькій сільській громаді Дубенського району Рівненської області. Населення становить 796 осіб.

## Географія
Село розташоване на лівому березі річки Ситеньки.

## Історія
У 1906 році село Крупецької волості Дубенського повіту Волинської губернії. Відстань від повітового міста 45 верст, від волості 5. Дворів 89, мешканців 591.
7 (20) листопада 1917 року, відповідно до Третього Універсалу Української Центральної Ради, увійшло до складу Української Народної Республіки.
12 червня 2020 року, відповідно до розпорядження Кабінету Міністрів України № 722-р від «Про визначення адміністративних центрів та затвердження територій територіальних громад Рівненської області», увійшло до складу Крупецької сільської громади Радивилівського району
19 липня 2020 року, в результаті адміністративно-територіальної реформи та ліквідації Радивилівського району, село увійшло до складу Дубенського району.

## Постаті
Уродженці села:
- Василь Семеренко — журналіст і редактор.
- Куліба Микола Михайлович (1960—2016) — молодший сержант Збройних сил України, учасник російсько-українсько війни. 25-26 травня 2016 року в Радивилівському районі оголошені днями жалоби через загибель на російсько-українському фронті[5].
- Руслан Шанковський (1974—2023) — солдат Збройних сил України, учасник російсько-українсько війни. Загинув 15 вересня 2023 року під час бою з російськими окупантами поблизу села Вербове Запорізької області[6].